# Niusha Mancilla
Niusha Carmen Mancilla Heredia (sinh ngày 19 tháng 1 năm 1971 tại Cochabamba)  là một cựu vận động viên chạy bộ đường dài và tầm trung người Bolivia. Cô giữ kỷ lục Bolivia từ 800 mét cho đến 15 km, cũng như đua chạy lên dốc 3000 mét.
Cô giành huy chương bạc Nam Mỹ hai lần trong 1500 mét và thi đấu ba lần tại Giải vô địch trong nhà thế giới IAAF trên quãng đường đó. Cô đã giành được huy chương đường đua ở cự ly trung bình tại Giải vô địch điền kinh người Mỹ gốc Á ở các phiên bản 2000 và 2002. Tại Thế vận hội Bolivar 2001, cô đã giành được ba huy chương vàng và lập hai kỷ lục quốc gia. Cô cũng đại diện cho Bolivia tại Giải vô địch quốc gia xuyên quốc gia IAAF năm 2000 và Thế vận hội Pan American 2003.

## Sự nghiệp
Mancilla bắt đầu thi đấu ở các sự kiện ở cự ly trung bình từ khi còn trẻ và là người giành huy chương đồng 800 mét tại Giải vô địch trẻ Nam Mỹ năm 1984 về điền kinh. Cô xuất hiện lần đầu trên quy mô toàn cầu tại Giải vô địch thế giới thiếu niên thế giới năm 1986, thi đấu năm 800   m và vượt rào 400 mét, trong Điền kinh trước khi tiếp tục giành 800   m huy chương bạc tại Giải vô địch trẻ Nam Mỹ năm 1986 về điền kinh. Tại Giải vô địch thiếu niên Nam Mỹ về điền kinh, cô đứng thứ tư vào năm 1987 và 1988, sau đó là lần thứ năm tại cuộc thi năm 1989.
Lần Ra mắt ở tầm cao cấp của Mancilla đến tại Giải vô địch trong nhà thế giới IAAF năm 1997, nơi cô chạy thi giải 1500 mét. Trong mùa giải ngoài trời, cô đã giành được huy chương lớn đầu tiên của mình, bạc hơn 1500   m tại Giải vô địch Nam Mỹ năm 1997 về điền kinh. Cô cũng giành một huy chương đồng tại Thế vận hội Bolivar 1997. Huy chương  800m đầu tiên của cô ấy đã đến tại Thế vận hội Nam Mỹ 1998, nơi cô là á quân trong thời gian 2: 07,85. Cô ấy là một kỷ lục gia Bolivia với thời gian 4: 20,16 phút trong nhà 1500 m tại Giải vô địch trong nhà thế giới IAAF 1999. Huy chương đầu tiên của cô ở giải chạy việt dã cũng đến vào năm đó khi cô là á quân của Erika Olivera của Chile trong cuộc đua khóa học ngắn tại Giải vô địch quốc gia Nam Mỹ. Điều này dẫn đến việc cô thi đấu tại Giải vô địch quốc gia xuyên quốc gia IAAF năm 2000 và cô đã đứng thứ 82 chung cuộc.